# Anastasia Vasina
Anastasia Gennadyevna Vasina (en ruso: Анастасия Геннадьевна Васина; nacida el 18 de diciembre de 1987) es una jugadora de voleibol de playa rusa. A partir de 2012, ha competido junto con Anna Vozakova. Compitieron en los Juegos Olímpicos de Londres 2012. Son las primeras representantes de Rusia en voleibol de playa compitiendo en los Juegos Olímpicos. En la primera ronda de los juegos, las rusas sorprendieron a las favoritas del partido Xue Chen y Zhang Xi de China y clasificaron para la siguiente ronda como primeras de su grupo, pero fueron eliminadas por el equipo austriaco en los octavos de final Vasina juega actualmente con Alexandra Moiseeva.